# 단종과 사육신
단종과 사육신은 대한민국의 창극 작품이다. 1946년 김연수 창극단의 창립공연작품이다. 김아부(金亞夫) 작, 박진 연출, 김연수 편곡.
조선 왕조의 궁중애사(宮中哀史)를 창극화한 것이다. 단종 역의 박옥진이 명성을 크게 떨쳤으며, 대도시의 극장마다 문전성시를 이루며, 관중을 울렸던 작품으로 수양대군이 자기 조카인 단종을 제거하여 왕위를 찬탈하는 내용이다.